# Tamba, Hyōgo
Tamba (japanska: 丹波市?, Tamba-shi) är en stad i Hyōgo prefektur i Japan. Staden fick stadsrättigheter 2004.